# Pierre Garat (fonctionnaire)
Pour les articles homonymes, voir Garat.
Pierre Garat, né le 11 avril 1919 à Dax (Landes) et mort le 5 novembre 1976 à Carnoux-en-Provence (Bouches-du-Rhône), est un haut fonctionnaire du régime de Vichy dans les années 1940.
Pierre Garat, membre de l'UJPF, section des jeunes du Parti populaire français, parti fasciste français et, selon le Comité départemental de libération de la Gironde, membre de l'organisation pétainiste « Les Amis du Maréchal » est chef du service des questions juives à la préfecture de la Gironde sous l'occupation jusqu'au 25 août 1943.

## Garat, personnage clé du système Papon

### Pierre Garat, l'homme de main de Maurice Papon?
Sous la responsabilité de Maurice Papon, alors secrétaire général de la préfecture de la Gironde, et aidé par sa secrétaire Sabine Eychenne (sa maîtresse, femme de milicien, qu'il finit par épouser), il est d'abord chargé d'établir les listes, et de procéder au triage des juifs qui furent ensuite internés au camp de Mérignac-Beaudésert (dans son annexe de Bacalan) puis déportés vers les centres de mise à mort, en passant par Drancy.
Il entretenait également des rapports étroits et cordiaux avec la SIPO du Lieutenant Doberschutz, la Feldkommandantur, puis le KDS (« Kommando der Sicherpolizei und der Sichereits Dieutz ») des Lieutenants Hagen et Luther, ainsi qu'avec d'autres dignitaires allemands.
Le Grand rabbin Cohen témoigne, dans son journal du zèle du chef du service des questions juives : « Garat revient me voir un mois après en me disant, il faut livrer les enfants, j'avais beau inventer des familles apparentées, on me les a enlevés ».

### «Garat égale Papon, Papon égale Garat»
L'équation « Garat égale Papon, Papon égale Garat » est née des déclarations de Maurice Papon durant l'instruction de son dossier : « Garat était dépositaire de mes instructions de façon permanente » déclare-t-il au magistrat instructeur, avant d'ajouter, le 12 janvier 1998 : « il y a une sorte de pratique automatique, quand je ne suis pas là, Garat me supplée ».
Durant le procès de Maurice Papon, entre 1997 et 1998, le nom de Pierre Garat fut cité de très nombreuses fois, et ceci à chacune des audiences. Pour Maurice Papon lui-même, Pierre Garat était « un agent de transmission entre le service de sûreté allemand chargé des questions juives et l'administration française », jouant un rôle de « facteur » et de « négociateur ».
Le rôle de Pierre Garat dans l'organisation et la direction des rafles et des convois fut longuement examiné et débattu, étayé de nombreuses pièces et témoignages, dont ceux, en 1947, dans le cadre d'une plainte déposée à la libération par Michel Slitinsky, de policiers bordelais affirmant que celui-ci avait donné « des directives » aux policiers réunis par ses soins, et avait « pris la parole pour dire que des juifs allaient être arrêtés » et qu'il avait « également donné la liste » de ceux-ci .
Lors d'une audience, Henri Desclaux, procureur général, résume la question du lien entre Maurice Papon et Pierre Garat : « Le service des questions juives est sous votre autorité, Garat est votre intermédiaire, mandaté auprès des Allemands, dépositaire de vos instructions, il est votre subordonné fidèle et loyal dont vous tirez les ficelles, soumis à votre pleine et entière autorité. Pierre Garat, c'est Maurice Papon ».
Pour l'avocat général, Marc Robert, sous les ordres de Maurice Papon, « le service des questions juives est bien rodé, Garat établit les listes, Garat fait interner les Juifs à Mérignac, Garat commande les autobus, Garat réserve les trains, Garat retient la gendarmerie et Garat fait le compte rendu final de l’opération ».
Pour l'avocat Gérard Boulanger, « Garat travaille donc en laisse, et c’est Papon qui tient la laisse » 

## L'affaire Marie Reille
Pierre Garat est, en décembre 1944 (peu de temps après la libération de Bordeaux) visé par une plainte déposée par Marie Reille.
Fille d'une mère catholique et d'un père juif, épouse d'un catholique, et catholique elle-même, Marie Reille est pourtant recensée à tort comme étant juive par le service des questions juives de Pierre Garat. En septembre 1942, elle est convoquée pour une vérification d'identité dans le bureau de Garat. Celui-ci exige alors d'elle qu'elle lui fasse parvenir dans le délai de quarante-huit heures « les certificats de baptême de ses parents, de ses grands-parents et de ses arrière-grands-parents ». Placée devant l'impossibilité matérielle de réunir ces pièces dans un temps si limité, elle est reconvoquée au service des questions juives, où sa carte d'identité est tamponnée du mot « juif », puis, le 16 septembre 1942 au commissariat général aux questions juives de Bordeaux, où on lui indique qu'elle doit être internée « sur ordre de Garat ».
Le 21 septembre 1942, c'est Pierre Garat, accuse-t-elle, qui la fait intégrer le convoi du même jour à destination de Drancy : « Garat accompagné d'un officier allemand arriva au camp de Mérignac. Tous les internés, hommes et femmes, furent réunis, et l'officier allemand appela tous ceux qui figuraient sur une longue liste. À la fin de cet appel, je restais seule. Garat m'aperçut alors, il se pencha vers l'officier, lui parla à voix basse. Celui-ci dit à haute voix : "Et Madame Reille", et je partis avec mes compagnons en déportation » .
Déportée le surlendemain de Drancy à Auschwitz, elle est sauvée in extremis par les nazis, qui la renvoient en France, où elle adresse de vives protestations à la préfecture (qui ne peut plus ignorer la réalité des camps d'extermination après cette date) et tente d'alerter ses proches.
Elle dépose une plainte à la Libération contre Pierre Garat, auprès du ministère de l'Intérieur, mais celle-ci est déclarée irrecevable, et revient à l'intéressée frappée de la mention : « immunité préfectorale ».

## L'essor «miraculeux» de la carrière de Pierre Garat
En août 1943, Pierre Garat est nommé directeur de cabinet de Pierre-René Gazagne, Préfet des Landes. À la libération de Bordeaux, son dossier est examiné par le Comité départemental de libération de la Gironde, qui le place, comme Maurice Papon, sur la liste des personnes à écarter. Il est cependant nommé sous-préfet à Dax en août 1944, puis à Blaye en septembre.
En 1947, il retrouve le Préfet Gazagne, devenu secrétaire général du Gouvernement général d’Algérie, dont il devient le directeur de cabinet. Il n'est jamais entendu par la justice jusqu'à son décès, en 1976.